# Gavin Mannion
Gavin Mannion (Dedham, Maine, 24 d'agost de 1991) fou un ciclista estatunidenc professional des del 2011 fins al 2022. En el seu palmarès destaca l'UCI Amèrica Tour de 2018.

## Palmarès
- 2018
  - 1r a l'UCI Amèrica Tour
  - 1r a la Colorado Classic i vencedor d'una etapa
  - Vencedor d'una etapa al Tour de Gila
- 2020
  - Vencedor de 2 etapes al Tour de Savoia Mont Blanc